# The Return of the Spice Girls
The Return of the Spice Girls fue la gira de regreso de las Spice Girls. Esta gira visitó 2 continentes. Se inició el 2 de diciembre de 2007 en Vancouver, Canadá y terminó el 26 de febrero de 2008 en Toronto, Canadá. The Return of the Spice Girls fue la cuarta y última gira de las Spice Girls, desde el Christmas in Spiceworld en 1999, que visitó el Reino Unido. Este es su tour mundial con más recaudación con 153 millones de ganancias, siendo el 1.er tour  en recaudación por una girlband.

## Información general
El 28 de junio de 2007 las Spice Girls dieron una conferencia de prensa en el O2 en Londres, anunciando formalmente su intención de reunirse como grupo (un plan que durante mucho tiempo se especuló en los medios de comunicación) aunque antes de esto, Mel C se mostraba indiferente al proyecto. Durante la conferencia de prensa, el grupo estableció sus planes para embarcarse en una gira mundial que sería visto como una celebración de la historia del grupo y una última despedida a los fanes.
Se anunciaron once fechas que abarcarían América del Norte, Europa, Asia, Oceanía, África y América del Sur. Los fanes fueron informados de que tenían que prerregistrarse en la página web del grupo para poder comprar sus entradas.
El 30 de septiembre, los candidatos para los conciertos del Condado de Los Ángeles, Las Vegas, Vancouver y Londres fueron informados de cómo podían comprar sus entradas, a través del correo electrónico y alertas de texto. La demanda era tan alta que muchas fechas fueron añadidas rápidamente. Las entradas para el primer concierto de Londres en el O2 fueron vendidas en sólo 38 segundos. Por ello añadieron 3 fechas más. Los fanes que se preinscribieron para la adquisición de las entradas tenían 48 horas para comprar sus billetes, después de lo cual salió a la venta al público en general. En total, 18 nuevas fechas se anunciaron en Gran Bretaña y veinte en los Estados Unidos y Canadá.
La audiencia internacional de la gira fue en Nueva York y Nueva Jersey. Las chicas realizaron tres espectáculos en la zona de Nueva York (dos en Long Island - Nassau Coliseum, y uno en Manhattan - Madison Square Garden), y tres espectáculos en la zona de Nueva Jersey (dos en Newark - Prudential Center, y uno en Oriente Rutherford -- Izod Center), marcando la primera vez que un concierto se haya repetido tanto en el Prudential Center en Newark y el Centro de Izod en el Este de Rutherford de una sola vez, en el mismo recorrido. Las chicas tenían previsto tocar en el Atlantic City Boardwalk Hall cerca del final de la gira, pero esos planes fueron posteriormente desechados.
Tras los incesantes rumores que incluso decían que las chicas se peleaban constantemente; el 1 de febrero se anunció que el final de la gira tendría lugar en Toronto, el 26 de febrero de 2008. Las fechas en Asia, Sudamérica, África y Australia fueron canceladas, según un comunicado oficial de las Spice Girls en su sitio web oficial, por "compromisos familiares".

Todas: ¡Hola!

Melanie C: Hola, ha habido un montón de basura en los medios últimamente, así que queremos que lo sepan de primera mano. Lo sentimos mucho, no podremos ir a todos los lugares que realmente queríamos ir.
Geri: Si, de hecho el tour se alargó más de lo previsto, íbamos a empezar con...
Mel B: Un concierto..
Geri: Claro, y después planeamos que terminaría a finales de enero y terminamos alargándolo.
Así que ha sido más largo.
Victoria: Ha sido más largo de lo planeado. Y saben, tenemos hijos, los niños necesitan volver a la escuela, siempre le dijimos a nuestras familias lo que teníamos planeado. Así que queremos agradecerle a todos los fans. Todos pudieron encontrarse con todos. Realmente nos divertimos.
Emma: Todos los que han vendo a vernos... realmente era algo inesperado. Así que a muchos de los que vinieron, ¡muchas gracias!
Mel B: ¡Gracias!
Melanie C: Y ahora para la pelea...
(Las chicas fingen pelear)
Mel B: ¡Nos odiamos! ¡Nos queremos! ¿Están bromeando? 
Geri: ¡Y los queremos a ustedes!
Melanie C: Los veremos pronto...
Todas: ¡Adiós!

La gira fue una de las más altas cifras brutas en viajes de la historia - y las fechas de Londres que han desempeñado encabezó la lista de conciertos que hizo más dinero en 2007-2008 en cualquier lugar del mundo. Las bandas de vender a cabo actuaciones en Londres, O2 Arena hizo una recaudación de 16,5 millones de libras y, según la revista de negocios Forbes, los 17 espectáculos en Londres vendido en un minuto, cuando los billetes salió a la venta.

## Audio por BBC Radio 2
BBC Radio 2 muestra ambos registrada el 15 y 16 de diciembre y compilado en una hora de duración "Highlights Especial" que fue transmitido el 22 y 31 de diciembre de 2007. Varias canciones fueron omitidas en la emisión, que sólo tiene 11 canciones, así como el Intro.

## DVD y Grabaciones Profesionales
BBC Radio 2 se encargó de registrar el audio de los shows del 15 y 16 de diciembre de 2007 en un especial de 1 hora llamado "highlights special" que fue emitido el 22 y el 31 de diciembre de 2007 aunque solo incluyó 11 de las 22 canciones que eran parte del show.
Aunque hubo rumores de un DVD del concierto, la web oficial declaró el 2 de abril de 2008 que no habría tal lanzamiento. Debido a esto, muchos sitios como Facebook y YouTube se llevaron a cabo peticiones para obtener el lanzamiento en DVD. "The Sun" hizo eco de uno de los distintos grupos de fanes en apoyo al lanzamiento del DVD (concretamente un grupo de Facebook), diciendo que la banda debía dar a sus fanáticos "what they really, really want" (lo que de verdad, de verdad quieren).
Tras 12 años de espera, 12 de mayo de 2020 durante la cuarentena causa de la pandemia por el Covid-19 se filtraron en internet dos conciertos de esta gira grabados en Nueva York (02-18-2008) y Filadelfia (02-19- 2008) el encargado de colgarlos en su cuenta de Vimeo fue el bailarín Ivan "Flipz" Valez, que fue parte del equipo de baile de esta gira.

## Repertorio
The Power of Five
1. Intro (The Power of Five)
2. "Spice Up Your Life"
3. "Stop"
4. "Say You'll Be There"
5. "Headlines (Friendship Never Ends)"

Cambio de ropa
Seduce Me
1. "The Lady Is A Vamp"

Cambio de ropa (escenario)
1. "Too Much" (Jazz Version)
2. "2 Become 1"

Cambio de ropa
Bittersweet
1. "Who Do You Think You Are"
2. "Like A Virgin/Supermodel (You Better Work)" Catwalk (Victoria Beckham Solo)
3. "Are You Gonna Go My Way" (Melanie Brown Solo)
4. "Maybe" (Emma Bunton Solo)

Cambio de ropa
1. "Viva Forever"

Mini-Cambio de ropa
1. "Holler" (Sin Geri Halliwell)

Cambio de ropa
1. "It's Raining Men" (Geri Halliwell Solo)
2. "I Turn to You" (Melanie Chisholm Solo)

Cambio de ropa
Celebration
1. "Let Love Lead The Way" (Sin Geri Halliwell)
2. "Mama"
3. Medley: "Celebration"/"Shake Your Body (Down to the Ground)"/"That's the Way (I Like It)"/"We Are Family"
4. "Goodbye"

Cambio de ropa
Encore
1. "If U Can't Dance" (Intro)

Mini-Cambio de ropa
1. "Wannabe"
2. "Spice Up Your Life" (Reprise)

## Personal

### Artistas
- Melanie Chisholm - voz
- Emma Bunton - voz
- Geri Halliwell - voz
- Melanie Brown - voz
- Victoria Beckham - voz

### Representante y personal adicional
- Director Creativo: Jamie King
- Director Video: Dago González for Veneno, Inc.
- Diseño de Vestuario: Roberto Cavalli
- Representante: Simon Fuller
- Productores Ejecutivos: Spice Girls and 19
- Transporte Global: Virgin Atlantic

### Copyright de las canciones
- Spice Girls Songs - Virgin Records and EMI
- I Turn To You (Melanie C Solo) - Virgin Records and Red Girl Records
- Maybe (Emma Bunton Solo) - Universal Records
- It's Raining Men (Geri Halliwell Solo) - EMI
- Are You Gonna Go My Way (Melanie Brown Solo) - Virgin Records
- Celebration- Mercury Records
- We Are Family - Cotillion Records
- Shake Your Body (Down to the Ground) - Epic Records
- That's the Way (I Like It) - Rhino Records

### Banda
- Greg Hatwell (Guitarra)
- Paul Gendler (Guitarra)
- Nick Nasmyth (Teclado)
- Scott Firth (Bajo)
- Vinnie Lammi (Batería)
- Simon Ellis (Teclado)

Sudha Kheterpal (Percusión)

### Bailarines
- Gus Carr (Bailarín Capitán)
- Scotty Nguyen (Bailarín Capitán)
- Alex Larson
- Antonio Hudnell
- Cassidy Noblett
- Dougie Styles
- Ivan "Flipz" Valez
- Leo Moctezuma
- Víctor Rojas
- Vinh Bui

## Fechas de la gira
| Fecha                   | Ciudad           | País           | Lugar                             |
| ----------------------- | ---------------- | -------------- | --------------------------------- |
| Norteamérica            |                  |                |                                   |
| 2 de diciembre de 2007  | Vancouver        | Canadá         | General Motors Place              |
| 4 de diciembre de 2007  | San José         | Estados Unidos | HP Pavilion at San Jose           |
| 5 de diciembre de 2007  | Los Ángeles      | Estados Unidos | Staples Center                    |
| 7 de diciembre de 2007  | Los Ángeles      | Estados Unidos | Staples Center                    |
| 8 de diciembre de 2007  | Las Vegas        | Estados Unidos | Mandalay Bay Events Center        |
| 9 de diciembre de 2007  | Las Vegas        | Estados Unidos | Mandalay Bay Events Center        |
| 11 de diciembre de 2007 | Las Vegas        | Estados Unidos | Mandalay Bay Events Center        |
| Europa                  |                  |                |                                   |
| 15 de diciembre de 2007 | Londres          | Reino Unido    | The O2                            |
| 16 de diciembre de 2007 | Londres          | Reino Unido    | The O2                            |
| 18 de diciembre de 2007 | Londres          | Reino Unido    | The O2                            |
| 20 de diciembre de 2007 | Colonia          | Alemania       | Kölnarena                         |
| 23 de diciembre de 2007 | Madrid           | España         | Madrid Telefónica Arena           |
| 2 de enero de 2008      | Londres          | Reino Unido    | The O2                            |
| 3 de enero de 2008      | Londres          | Reino Unido    | The O2                            |
| 4 de enero de 2008      | Londres          | Reino Unido    | The O2                            |
| 6 de enero de 2008      | Londres          | Reino Unido    | The O2                            |
| 8 de enero de 2008      | Londres          | Reino Unido    | The O2                            |
| 9 de enero de 2008      | Londres          | Reino Unido    | The O2                            |
| 11 de enero de 2008     | Londres          | Reino Unido    | The O2                            |
| 12 de enero de 2008     | Londres          | Reino Unido    | The O2                            |
| 13 de enero de 2008     | Londres          | Reino Unido    | The O2                            |
| 15 de enero de 2008     | Londres          | Reino Unido    | The O2                            |
| 16 de enero de 2008     | Londres          | Reino Unido    | The O2                            |
| 18 de enero de 2008     | Londres          | Reino Unido    | The O2                            |
| 20 de enero de 2008     | Londres          | Reino Unido    | The O2                            |
| 22 de enero de 2008     | Londres          | Reino Unido    | The O2                            |
| 23 de enero de 2008     | Mánchester       | Reino Unido    | MEN Arena                         |
| 24 de enero de 2008     | Mánchester       | Reino Unido    | MEN Arena                         |
| 26 de enero de 2008     | Mánchester       | Reino Unido    | MEN Arena                         |
| Norteamérica            |                  |                |                                   |
| 30 de enero de 2008     | Boston           | Estados Unidos | TD Banknorth Garden               |
| 31 de enero de 2008     | Montreal         | Canadá         | Bell Centre                       |
| 3 de febrero de 2008    | Toronto          | Canadá         | Air Canada Centre                 |
| 4 de febrero de 2008    | Toronto          | Canadá         | Air Canada Centre                 |
| 6 de febrero de 2008    | Uniondale        | Estados Unidos | Nassau Veterans Memorial Coliseum |
| 7 de febrero de 2008    | Uniondale        | Estados Unidos | Nassau Veterans Memorial Coliseum |
| 10 de febrero de 2008   | Newark           | Estados Unidos | Prudential Center                 |
| 11 de febrero de 2008   | Newark           | Estados Unidos | Prudential Center                 |
| 13 de febrero de 2008   | East Rutherford  | Estados Unidos | Izod Center                       |
| 15 de febrero de 2008   | Chicago          | Estados Unidos | United Center                     |
| 16 de febrero de 2008   | Detroit          | Estados Unidos | Palace of Auburn Hills            |
| 18 de febrero de 2008   | Nueva York       | Estados Unidos | Madison Square Garden             |
| 19 de febrero de 2008   | Filadelfia       | Estados Unidos | Wachovia Center                   |
| 21 de febrero de 2008   | Washington D. C. | Estados Unidos | Verizon Center                    |
| 22 de febrero de 2008   | Hartford         | Estados Unidos | XL Center                         |
| 24 de febrero de 2008   | Montreal         | Canadá         | Bell Centre                       |
| 25 de febrero de 2008   | Toronto          | Canadá         | Air Canada Centre                 |
| 26 de febrero de 2008   | Toronto          | Canadá         | Air Canada Centre                 |